# Seewetter

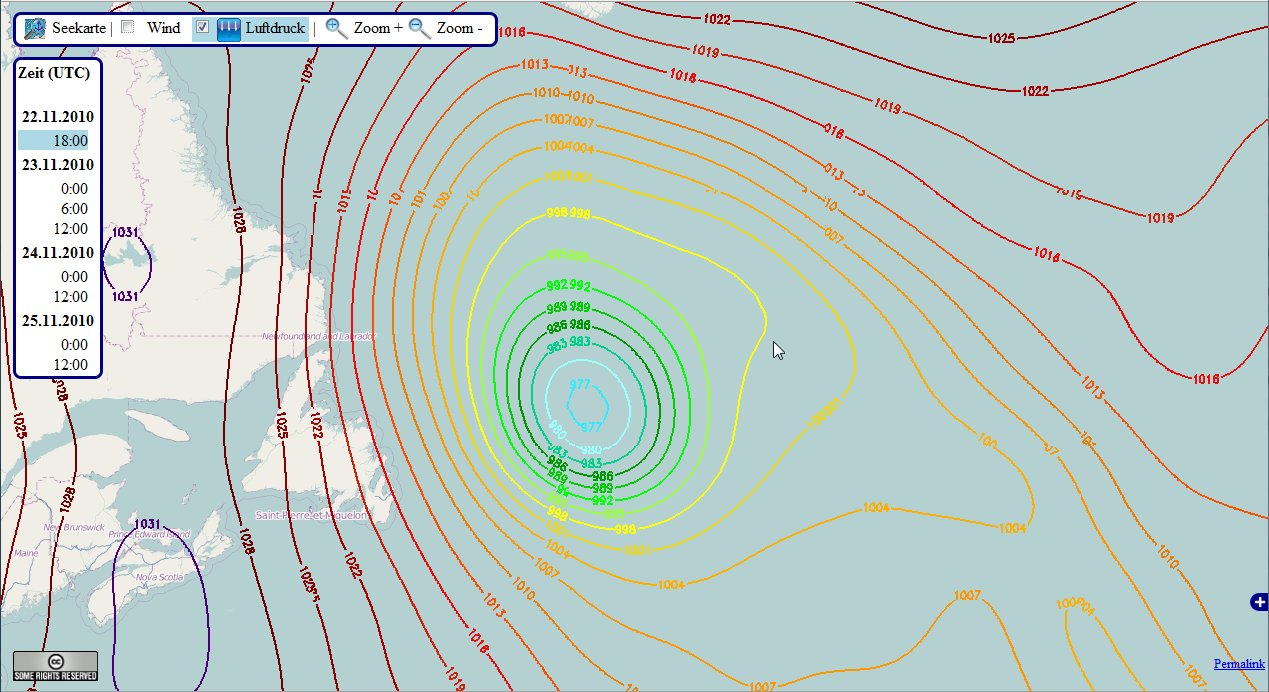
Luftdruck

Seewetter umfasst alle Wettererscheinungen auf See (auf dem Meer und den Küsten) und ist ein Teilbereich der Meteorologie.

## Historische Bedeutung
Für die Segelschiffe der Handelsschifffahrt bis ins 18. Jahrhundert war der Wind die Antriebskraft. Windrichtung und Windstärke waren die wichtigsten Informationen zur Abschätzung der erforderlichen Reisezeit und möglicher Gefahren. Aus den über Jahrhunderte gewonnenen Erfahrungen wurden in Windkarten die wichtigsten jahreszeitlichen globalen Windströmungen und Meeresströmungen dargestellt.

## Forschung
Neben der Meteorologie befassen sich mit dem Seewetter auch die Hydrologie, Ozeanografie, Klimatologie. Untersucht wird der Energieaustausch über Wind, Wellen, Strömung, Verdunstung und Niederschlag, getrieben durch Temperatur- und Druckunterschiede infolge der Sonneneinstrahlung. Diese und viele andere das Wettergeschehen bestimmende Kräfte stehen in einem hochkomplexen systemischen Zusammenhang. Ziel der Seewetterforschung ist die verlässliche Vorhersage von Wind, Wellen, Strömungen und anderen für die Seefahrt wichtigen Werte.

### Wind

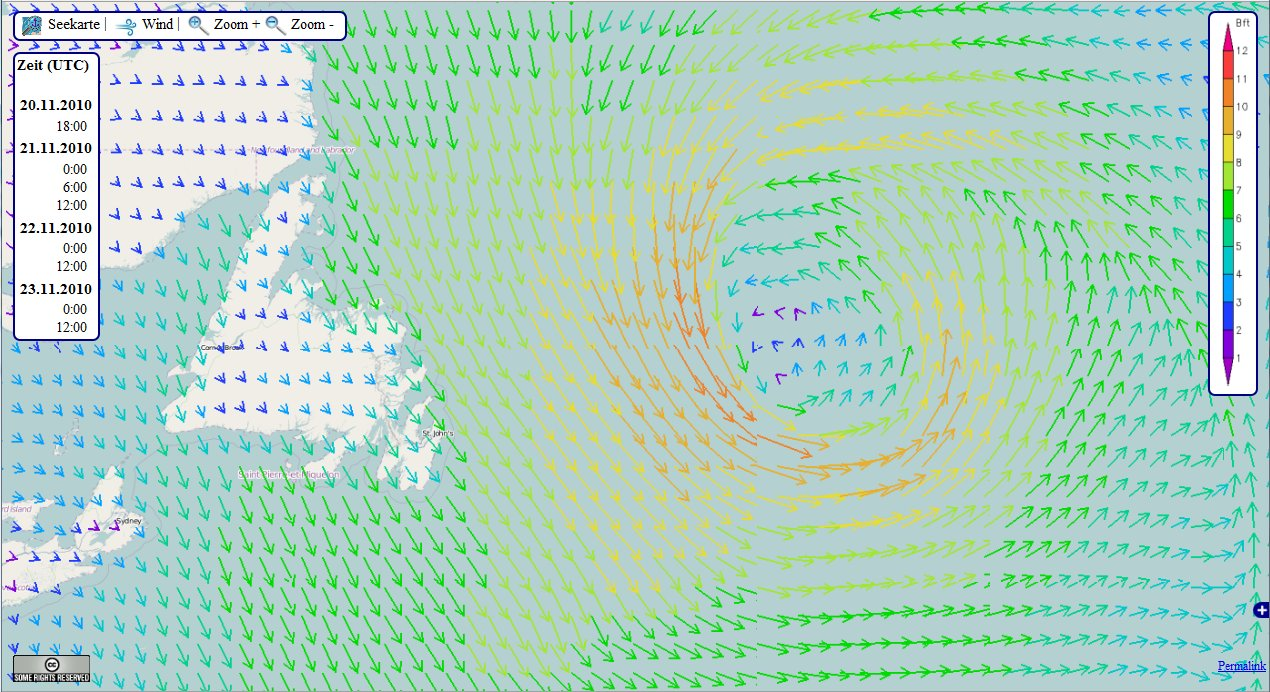
Windkarte

Windrichtung und Windstärke sind entscheidend für die Fortbewegung beim Segeln und für die Beurteilung möglicher Gefahren auf See. Aus langjährigen Beobachtungen werden jahreszeitliche Werte in den sogenannten „Monatskarten“ („Pilot Chart“) mit Windpfeilen und Winddiagrammen dargestellt. Für aktuelle Vorhersagen werden Luftdruck und Temperatur weltweit erfasst und in Großcomputern in komplexen Rechenmodellen verarbeitet.

### Welle
Die Wellenhöhe (Seegang) ist direkt abhängig von der Stärke des Windes, und zusätzlich von dessen Wirkdauer und Angriffslänge. Die Welle ist träge: wenn der Wind abgeflaut ist, bleibt sie als Dünung noch stunden- bis tagelang stehen. Wenn eine über längere Zeit aufgebaute Dünung mit Wellen von einem aktuellen Wind (Windsee) zusammenkommt, entstehen gefährliche Kreuzseen. Solche entstehen auch, wenn Wellen oder Dünung auf eine starke Strömung treffen.

### Strömung

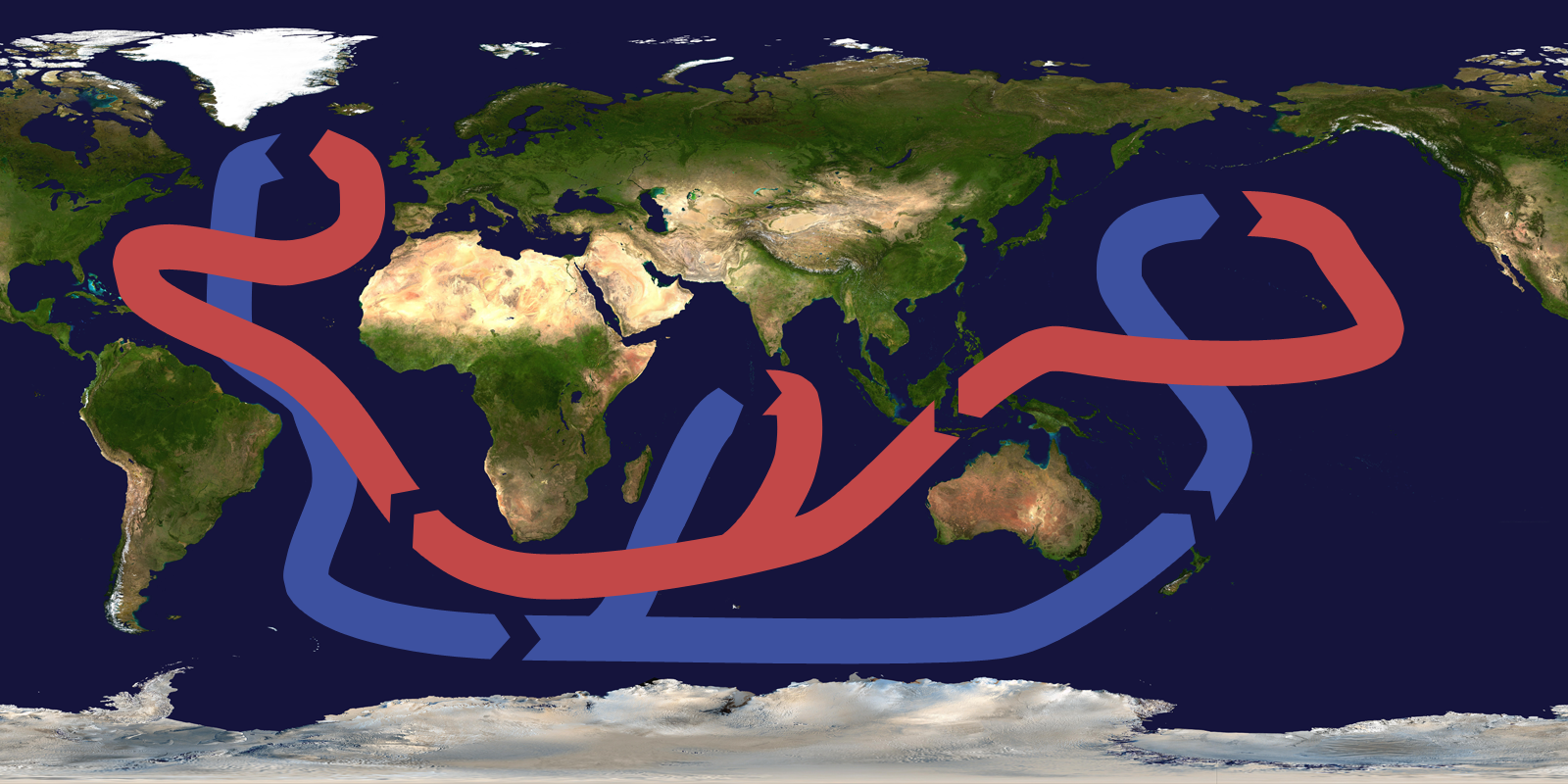

Die Erwärmung und Abkühlung und der unterschiedliche Salzgehalt von Wassermassen und der dabei auftretende Transport von Energie ist  ein Motor des globalen Wetters. Die wichtigsten Ströme sind Golfstrom, Labradorstrom, Äquatorialstrom, Nordatlantisches Tiefenwasser. Ströme sind für die Schifffahrt wichtig, weil sie die Reisegeschwindigkeit erhöhen oder reduzieren oder Schiffe seitlich versetzen.

### Globale Windsysteme
Hier wird die globale Verschiebung von Luftmassen zwischen den Klimazonen (Tropen, Tiefdruckrinne, Subtropen) beschrieben, hervorgerufen durch Temperaturunterschiede und dem dadurch entstehenden Hochdruckgebiete und Tiefdruckgebiete und dem Winde, der den Druckausgleich herstellt, beispielsweise Passat, Monsun. Oder die Entstehung von Zyklon und Taifun, und das Geschehen in Wetterfronten.

### Lokale Windsysteme
Hier werden lokale Wettererscheinungen beschrieben, beispielsweise der Landwind und der Seewind, hervorgerufen durch unterschiedlich starke Erwärmung von Land und Wasser durch Sonneneinstrahlung. Oder saisonale Windsysteme wie Bora, Meltemi, Scirocco und Mistral, oder die Entstehung von Gewittern.

## Seewetterberichte
Eigenständige Seewetterdienste oder Fachabteilungen von Wetterdiensten erstellen Wetterprognosen sowohl für die küstennahe Schifffahrt. Das können Seewetterberichte oder -karten sein. Den Bedürfnissen entsprechend werden auch Karten für die prognostizierte Dünung bzw. Windsee angeboten. Für die Ozeane mit ihren längeren Passagen werden auch Prognosen des Höhenwetters zur Verfügung gestellt, die eine eigene Abschätzung der langfristigen Entwicklung möglich machen.

### Nord- und Ostsee
Der Seewetterdienst des Deutschen Wetterdienstes veröffentlicht einen Seewetterbericht sowie Seewetterkarten für Nord- und Ostsee, über seine Sendeanlage Pinneberg auch Wetterberichte und -vorhersagen für Mittelmeer und Nordatlantik. Bekannt ist auch der Seewetterbericht der BBC für die Nordsee, der Shipping Forecast.

### Weltweit
OpenSeaMap bietet weltweit für 5000 Häfen ein Meteogramm mit 8-Tage-Voraussage für Windrichtung, Windstärke, Luftdruck, Lufttemperatur, relative Luftfeuchtigkeit, Bewölkung und Wellenhöhe. Auf der Seekarte wird eine weltweite Windkarte eingeblendet, mit Windprognosen für 3 Tage. Windrichtung und Windstärke werden als Windpfeile dargestellt.